# علي إبراهيم (مجدف)
علي إبراهيم هو مجدف مصري، ولد في 19 ديسمبر 1971 في محافظة الشرقية في مصر، وتوفي في 28 مارس 2010 في القاهرة في مصر بسبب حادث مرور.

## وصلات خارجية
- علي إبراهيم على موقع الاتحاد الدولي للتجديف (الإنجليزية)
- علي إبراهيم على موقع اللجنة الأولمبية الدولية (الإنجليزية)
- علي إبراهيم على موقع أوليمبيديا (الإنجليزية)